# Buid (Sprache)
Die Buid Sprache (auch: Buhid) ist eine Sprache, die von den Mangyan in der  Provinz Mindoro auf den Philippinen gesprochen wird. Man unterscheidet westliche und östliche Dialekte.
Sie wird mit der indigenen Buid-Schrift geschrieben, die im Unicode-Block Buid kodiert ist.